# Midnight Lightning
Midnight Lightning – kompilacja nagrań Jimiego Hendriksa, druga wyprodukowana przez producenta Alana Douglasa. Jest efektem kontynuowania kontrowersyjnej polityki wydawniczej producenta. Douglas, tak jak przy pracy nad albumem Crash Landing, skorzystał z muzyków sesyjnych do dogrania części utworów. Jedyną oryginalną ścieżką (nie licząc tych nagranych przez Hendrixa) jest nagranie Mitcha Mitchella na perkusji w utworze „Hear My Train a Comin’”. W odpowiedzi na falę krytyki, jaka spadła na niego (po deklaracji, że jest współtwórcą Crash Landing), Alan Douglas nie rościł już sobie żadnych praw, co do bycia współtwórcą jakiegokolwiek utworu na płycie Midnight Lightning. Album nie został tak dobrze odebrany jak jego poprzednik, zajął #43 miejsce w USA i #46 w Wielkiej Brytanii.

## Lista utworów
Autorem wszystkich utworów, chyba że zaznaczono inaczej jest Jimi Hendrix.
| Strona A | Strona A                 | Strona A |
| Nr       | Tytuł utworu             | Długość  |
| -------- | ------------------------ | -------- |
| 1.       | „Trashman”               | 3:15     |
| 2.       | „Midnight Lightning”     | 3:49     |
| 3.       | „Hear My Train a Comin’” | 5:43     |
| 4.       | „Gypsy Boy”              | 3:45     |
|          |                          | 16:32    |

| Strona B | Strona B                     | Strona B |
| Nr       | Tytuł utworu                 | Długość  |
| -------- | ---------------------------- | -------- |
| 1.       | „Blue Suede Shoes” (Perkins) | 3:29     |
| 2.       | „Machine Gun”                | 7:36     |
| 3.       | „Once I Had a Woman”         | 5:20     |
| 4.       | „Beginnings”                 | 3:02     |
|          |                              | 19:27    |

## Artyści nagrywający płytę (tylko wykorzystane ścieżki)
- Jimi Hendrix – gitara, śpiew
- Mitch Mitchell – perkusja – A3

### Muzycy sesyjni
- Jeff Mironov – gitara – A1, A2, A3, B1, B4
- Lance Quinn – gitara –  A2, A4, B2, B3
- Alan Schwartzberg – perkusja – A1, A2, A4, B1, B2, B3, B4, instrumenty perkusyjne – A3, A4
- Bob Babbitt – gitara basowa
- Jimmy Maeulen – instrumenty perkusyjne – A2, B4
- Maeretha Stewart – śpiew towarzyszący – A2, A4, B3
- Barbara Massey – śpiew towarzyszący – A2, A4, B3
- Vivian Cherry – śpiew towarzyszący – A2, A4, B3
- Buddy Lucas – harmonijka – B3